# Joseph Lapira
Joseph Lapira (Rochester, 13 agosto 1986) è un ex calciatore statunitense naturalizzato irlandese, di ruolo attaccante.

## Carriera

### Club
Lapira giocò nei Lafayette Swamp Cats, nel Baton Rouge Capitals e poi nei norvegesi del Nybergsund-Trysil. Esordì nell'Adeccoligaen il 5 aprile 2008, nella sconfitta per 5-2 sul campo dello Start. Il 13 aprile segnò le prime reti, nel successo per 4-0 sul Bryne.
Firmò poi per gli indiani dello United Sikkim, prima di ritornare al Nybergsund-Trysil in cui rimane per pochi mesi.
Nel 2013 lascia definitivamente il mondo del calcio.

### Nazionale
Conta una presenza per l'Irlanda, risultando il primo giocatore non professionista ad esordire con la Nazionale irlandese. In carriera quella è stata la sua unica presenza con la maglia dei verdi.

## Statistiche

### Cronologia presenze e reti in nazionale
| Cronologia completa delle presenze e delle reti in nazionale ― Irlanda | Cronologia completa delle presenze e delle reti in nazionale ― Irlanda | Cronologia completa delle presenze e delle reti in nazionale ― Irlanda | Cronologia completa delle presenze e delle reti in nazionale ― Irlanda | Cronologia completa delle presenze e delle reti in nazionale ― Irlanda | Cronologia completa delle presenze e delle reti in nazionale ― Irlanda | Cronologia completa delle presenze e delle reti in nazionale ― Irlanda | Cronologia completa delle presenze e delle reti in nazionale ― Irlanda |
| Data                                                                   | Città                                                                  | In casa                                                                | Risultato                                                              | Ospiti                                                                 | Competizione                                                           | Reti                                                                   | Note                                                                   |
| ---------------------------------------------------------------------- | ---------------------------------------------------------------------- | ---------------------------------------------------------------------- | ---------------------------------------------------------------------- | ---------------------------------------------------------------------- | ---------------------------------------------------------------------- | ---------------------------------------------------------------------- | ---------------------------------------------------------------------- |
| 23-5-2007                                                              | East Rutherford                                                        | Ecuador                                                                | 1 – 1                                                                  | Irlanda                                                                | Amichevole                                                             | -                                                                      | 83’                                                                    |
| Totale                                                                 |                                                                        | Presenze                                                               | 1                                                                      |                                                                        | Reti                                                                   | 0                                                                      |                                                                        |

## Palmarès

### Individuale
- Hermann Trophy: 1

2006